# Banderas del orgullo

Dos de las principales banderas de la diversidad sexual y de género.

Las banderas del orgullo, banderas de la diversidad sexual o banderas LGBT, son una serie de banderas de las comunidades LGBT que simbolizan los movimientos de las orientaciones sexuales e identidades de género tradicionalmente discriminadas y perseguidas, así como el orgullo de pertenecer a ellas.
La primera y más conocida bandera LGBT fue creada en 1977 como símbolo del orgullo gay por el artista estadounidense Gilbert Baker. La versión original, con ocho franjas multicolores en sentido horizontal, fue diseñada a pedido del líder gay Harvey Milk. Con posterioridad le fueron sacando colores, hasta la versión actual que consiste en seis franjas de colores rojo, naranja, amarillo, verde, azul y violeta, que reproducen el orden de los colores del arcoíris. En 2017 Baker creó una nueva bandera de la diversidad LGBT, con nueve franjas de diversos colores, buscando mayor inclusividad. Ese mismo año, la ciudad de Filadelfia adoptó una bandera de ocho franjas, con el fin de incluir también a algunas colectividades étnicas. En 2018, Daniel Quasar, artista que no es hombre ni mujer, diseñó una nueva bandera llamada «Progreso del Orgullo» (Progress Pride), que toma la bandera de seis franjas clásica, y le agrega un chevrón, con otros cinco colores para enfatizar la inclusión y el progreso, así como los reclamos de la comunidad trans. La bandera Progreso del Orgullo, ha tenido una aceptación creciente, como símbolo del movimiento LGBT+. Otras banderas han sido diseñadas para expresar la inclusión y la transversalidad.

## Banderas Baker y variaciones
La primera bandera LGBT fue diseñada por el artista estadounidense Gilbert Baker en 1978, y fue adoptada ese mismo año como símbolo del entonces llamado Desfile del Día de la Libertad Gay (Gay Freedom Day Parade). Baker diseñó una bandera de franjas horizontales de ocho colores, que luego fue modificada para primero quitarle el color rosa y luego también los colores turquesa e índigo, que fueron reemplazados por el azul. Esta última versión de seis colores fue la base de la conocida bandera que simbolizó inicialmente a la comunidad gay y luego se generalizó para representar a todo el movimiento de diversidad sexual y de género LGBT.

## Banderas de Filadelfia, Quasar e inclusivas
En 2017 Baker creó una nueva bandera de la diversidad LGBT, con nueve franjas de diversos colores, buscando mayor inclusividad. Ese mismo año, la ciudad de Filadelfia adoptó una bandera de ocho franjas, con el fin de incluir también a algunas colectividades étnicas. En 2018, Daniel Quasar, artista que no es hombre ni mujer, diseñó una nueva bandera llamada «Progreso del Orgullo» (Progress Pride), que toma la bandera de seis franjas clásica, y le agrega un chevrón, con otros cinco colores para enfatizar la inclusión y el progreso, así como los reclamos de la comunidad trans. La bandera Progreso del Orgullo, ha tenido una aceptación creciente, como símbolo del movimiento LGBT+. Otras banderas han sido diseñadas para expresar la inclusión y la transversalidad.

## Banderas de diversas comunidades

### Arromanticismo

Bandera del arromanticismo

La bandera del orgullo arromántico consta de cinco franjas horizontales, que, de arriba abajo, son: verde, verde claro, blanco, gris y negro. En este orden, las rayas representan el arromanticismo, el espectro arromántico, la atracción estética, las personas gris-arrománticas y demirrománticas, y el espectro de la sexualidad.

### Asexualidad

Bandera de la asexualidad.

La bandera del orgullo asexual consta de cuatro franjas horizontales: negra, gris, blanca y morada de arriba abajo. La bandera fue creada por una persona usuaria del sitio Asexual Visibility and Education Network en agosto de 2010, como parte de un esfuerzo comunitario para crear y elegir una bandera. La franja negra representa la asexualidad; la franja gris representa a las personas grises-asexuales y demisexuales; la franja blanca representa a los aliados; y la franja morada representa la comunidad.

### BDSM, kinky y leather

Bandera de la comunidad BDSM y kinky.

Las banderas de las comunidades leather, BDSM y kinky tienen nueve franjas horizontales, cuatro negras intercaladas con cuatro azules y una franja blanca en el medio. La bandera leather, tiene en su ángulo superior izquierdo, un corazón rojo. La comunidad BDSM y kinky adopta a veces la bandera leather sin variantes, y a veces le quita el corazón rojo y le agrega el trisquel BDSM, que configura el emblema de la comunidad. El trisquel BDSM simboliza los tres pares que integran el BDSM (dominación/sumisión, sadismo/masoquismo y disciplina/bondage).

### Osos

Bandera de la Comunidad de Osos

La comunidad gay de osos tiene varias banderas, que suelen utilizar colores negro, marrón, gris y/o blanco, haciendo referencia a la diversidad de pelajes de los osos en la naturaleza, al que le suelen agregar el emblema de la huella de una garra de oso. La más conocida fue diseñada en 1995 por Craig Byrnes, y adoptada oficialmente por la Hermandad Internacional de Osos.

### Bisexualidad

Bandera del orgullo bisexual

La bandera de la comunidad bisexual tiene tres franjas horizontales, dos más anchas en los extremos de color rosa (homosexualidad) y azul (heterosexualidad) y una más angosta en el medio, de color púrpura, resultante de la mezcla entre rosa y azul, representando la bisexualidad.
La bandera fue diseñada por Michael Page, un activista de BiNet USA, que la presentó el 5 de diciembre de 1998 para representar e incrementar la visibilidad de las personas bisexuales. Page ha dicho que «la clave para comprender el simbolismo de la bandera del Orgullo Bi es saber que los píxeles de color púrpura se mezclan imperceptiblemente con el rosa y el azul, al igual que en el 'real'. mundo' donde las personas bisexuales se mezclan imperceptiblemente con las comunidades gay/lesbiana y heterosexual». La bandera toma para su diseño la idea del tradicional emblema de los «triángulos bisexuales», en el que se superponen parcialmente un triángulo azul (héterosexual) y un triángulo rosa (homosexual), para formar un tercer triángulo púrpura.

### Intersexo

Bandera intersexual

La bandera intersexual fue creada por Morgan Carpenter de Intersex Human Rights Australia en julio de 2013 para crear una bandera «que no sea derivada, pero que esté firmemente basada en su significado». La organización describe el círculo como «ininterrumpido y sin adornos, que simboliza la plenitud y la plenitud, y nuestras potencialidades. Todavía estamos luchando por la autonomía corporal y la integridad genital, y esto simboliza el derecho a ser quienes y cómo queremos ser».

### Lesbianas
El lesbianismo y la comunidad de lesbianas tiene diversas banderas que las simbolizan.
La bandera lesbiana conocida como «Labrys» fue creada en 1999 por el diseñador gráfico Sean Campbell y publicada en junio de 2000 en la edición de Palm Springs del Gay and Lesbian Times Pride. El diseño incluye una labrys, un tipo de hacha de dos cabezas, en el centro de un triángulo negro que apunta hacia abajo, sobre un fondo violeta. La labrys ha sido asociada al arma utilizada por las amazonas de la mitología griega. En la década de 1970, la labrys amazónica fue adoptada como símbolo de empoderamiento por la comunidad lesbiana feminista. El triángulo negro apuntando hacia abajo, fue tomado de la marca aplicada en los campos de concentración a las mujeres consideradas asociales por el nazismo, incluidas las lesbianas. El fondo violeta, ha sido asociado con el lesbianismo como consecuencia de la referencia a esas flores en los poemas de Safo.
La bandera conocida como «Lesbiana lipstick» fue creada por Natalie McCray y publicada en 2010 en el weblog en inglés, This Lesbian Life, pero ha sido considerada un plagio de otra muy similar creada por Fuasto Fernós. La bandera tiene siete franjas horizontales con colores diversos en la gama del rosa y la marca de unos labios pintados en su ángulo superior izquierdo y buscó representar a un sector de las mujeres lesbianas conocidas como «lesbianas de lápiz de labios» (lesbian lipsticks), que se caracterizan por tener una expresión de género más asociado con la tradicional presencia femenina.
La bandera lesbiana conocida como «Rosa», es una copia de las siete franjas de colores de la bandera «Lesbian lipstick», pero sin la impresión de labios. Se trata de una versíón que se originó anónimamente.
En la segunda mitad de la década de 2010, surgieron dos banderas lesbianas butch, creadas por usuarias de Tumblr. En 2016, la usuaria Dorian—rutherford, creó una bandera butch debido a su falta de identificación con la bandera del lápiz de labios. La bandera tiene una parte superior de tres franjas en la gama del azul y otras tres en la parte inferior, en la gama del rosa, separadas por una franja blanca. En 2017 la usuaria Butchspace, creó otra bandera butch, con seis franjas en la gamada del naranja, separada por una franja blanca.
Derivadas de las anteriores, también en 2018, surgieron dos banderas similares, una de siete franjas y otra de cinco franjas, con una franja blanca dividiendo una parte superior en tonos naranjas y una parte inferior en tonos rosa. El naranja oscuro representa la «no conformidad de género», el color naranja la «independencia», el naranja claro la «comunidad», el blanco representa «relaciones únicas para la feminidad», rosa para «serenidad y paz», rosa polvoriento para «amor y sexo», y rosa oscuro para «feminidad».

Bandera lesbiana Labrys, creada en 1999
Bandera con fondo copiado de la bandera lápiz de labios
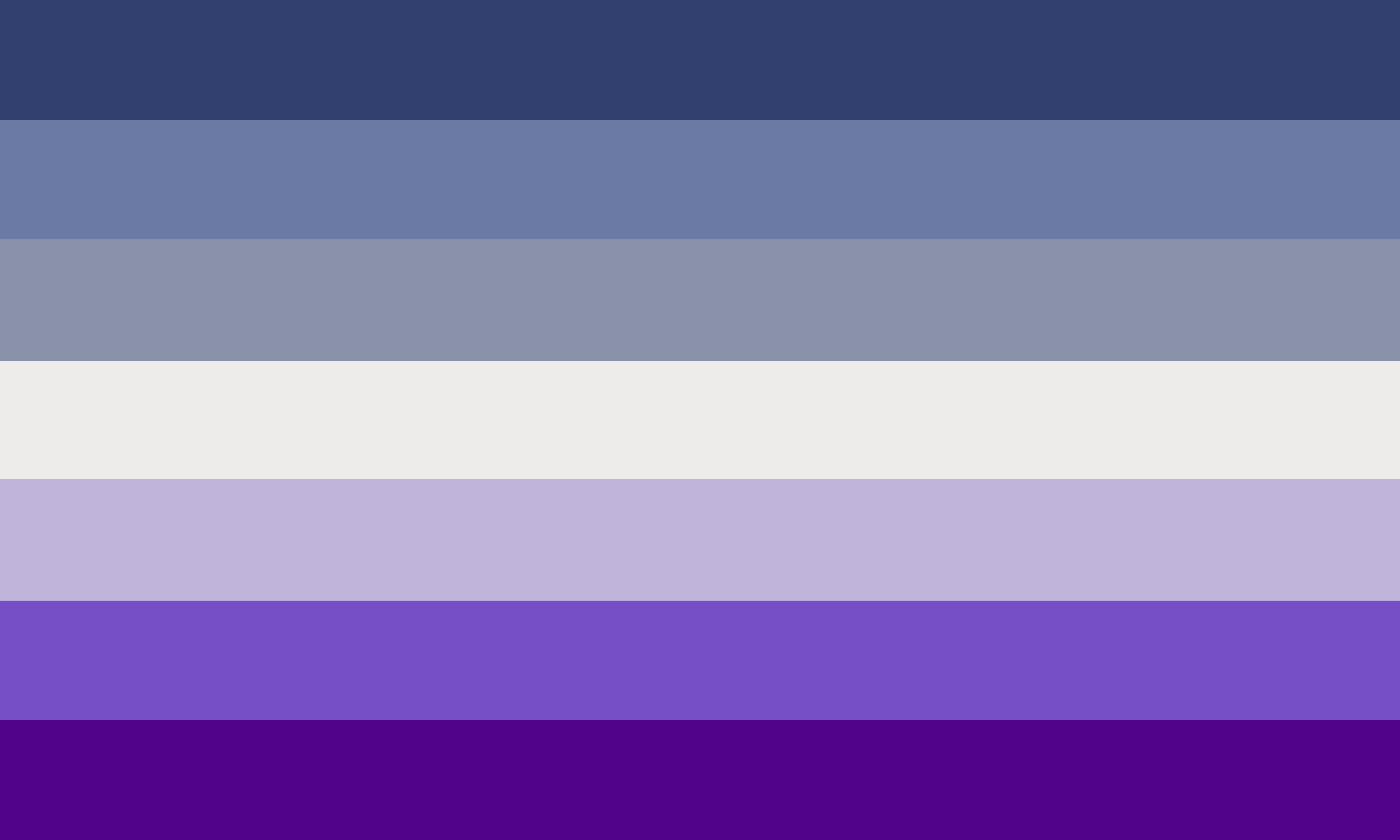
Bandera butch en azul y rosa, 2016
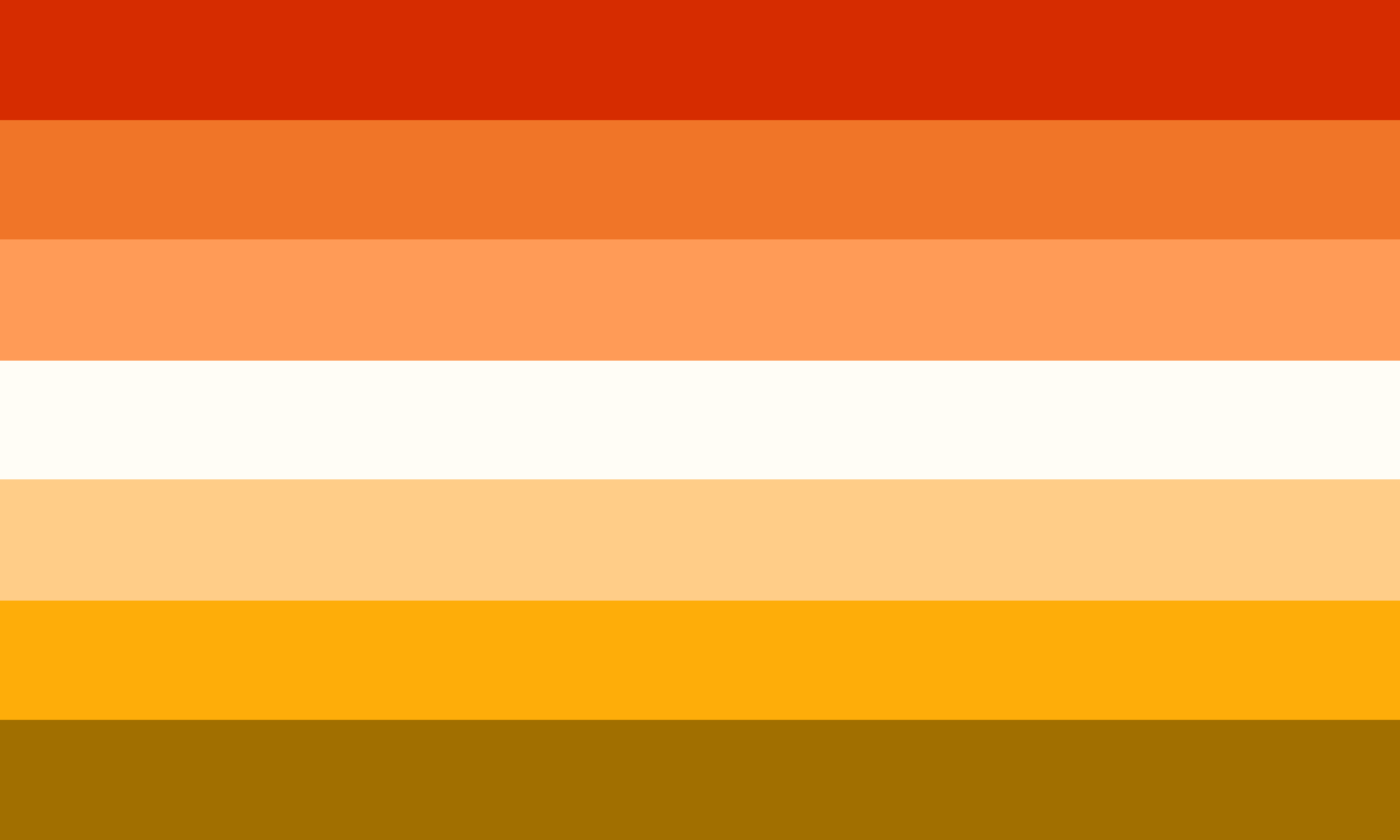
Bandera butch en naranja, 2017
Bandera lesbiana de siete franjas, creada en 2018
Bandera lesbiana de cinco franjas, creada en 2018

### No binarias

Bandera no binaria

La bandera de las personas no binarias fue creada en 2014 por Kye Rowan. Cada franja de color representa la diversidad de identidades no binarias: amarillo, para las personas que se identifican fuera del binarismo mujer/hombre, blanco para las personas con múltiples géneros, púrpura para las personas parcialmente hombres y parcialmente mujeres, y negro para quienes no tienen género.
Dentro del colectivo de personas no binarias se encuentran personas autoidentificadas en categorías como la androginia, identidades queer (sin género, ceterosexual, de género fluido, intergénero, entre otros), tercer género y transgénero.

### Pansexualidad

Bandera pansexual

La bandera del orgullo pansexual se introdujo en octubre de 2010 en un blog de Tumblr bajo el título de «Bandera del orgullo pansexual». Tiene tres barras horizontales que son de color rosa, amarillo y azul. «El rosa representa la atracción por las mujeres, el azul la atracción por los hombres y el amarillo la atracción por todos los demás»; como personas no binarias, sin género, bigénero o de género fluido.

### Trans

Bandera transgénero

La bandera transgénero tiene cinco franjas horizontales: celeste, rosa, blanco, rosa y celeste. Fue diseñada por Monica Helms en 1999, y fue utilizada por primera vez en la Marcha del orgullo de Phoenix en 2000. Helms ha explicado su simbología del siguiente modo:

Las rayas en la parte superior e inferior son de color celeste, el color tradicional de los bebés varones. Las rayas junto a ellos son de color rosa, el color tradicional de las niñas. La franja blanca es para las personas que no son binarias, que sienten que no tienen un género. El patrón es tal que no importa en qué dirección lo vueles, siempre es correcto, lo que significa que encontramos la corrección en nuestras vidas.

Filadelfia fue el primer condado en los Estados Unidos en izar la bandera en 2015, en ocasión de la 14.ª Conferencia Anual sobre Salud Trans. El 19 de noviembre de 2012, Día Internacional de la Memoria Transexual fue enarbolada en el mástil oficial del distrito de Castro, en San Francisco. En 2018 fue enarbolada en el mástil del Foreign Office británico. El 17 de mayo de 2022, Día Internacional contra la Homofobia, la Transfobia y la Bifobia, el Ministerio de Relaciones Exteriores de Argentina, colocó una bandera LGBT y una bandera trans en la fachada de su sede; el hecho fue motivo de rechazo por parte de algunos sectores, que fueron ampliamente difundidas por un sector de la prensa nacional.

## Galería

### Banderas basadas en la orientación sexual

Abrosexual[61][62][63][64]
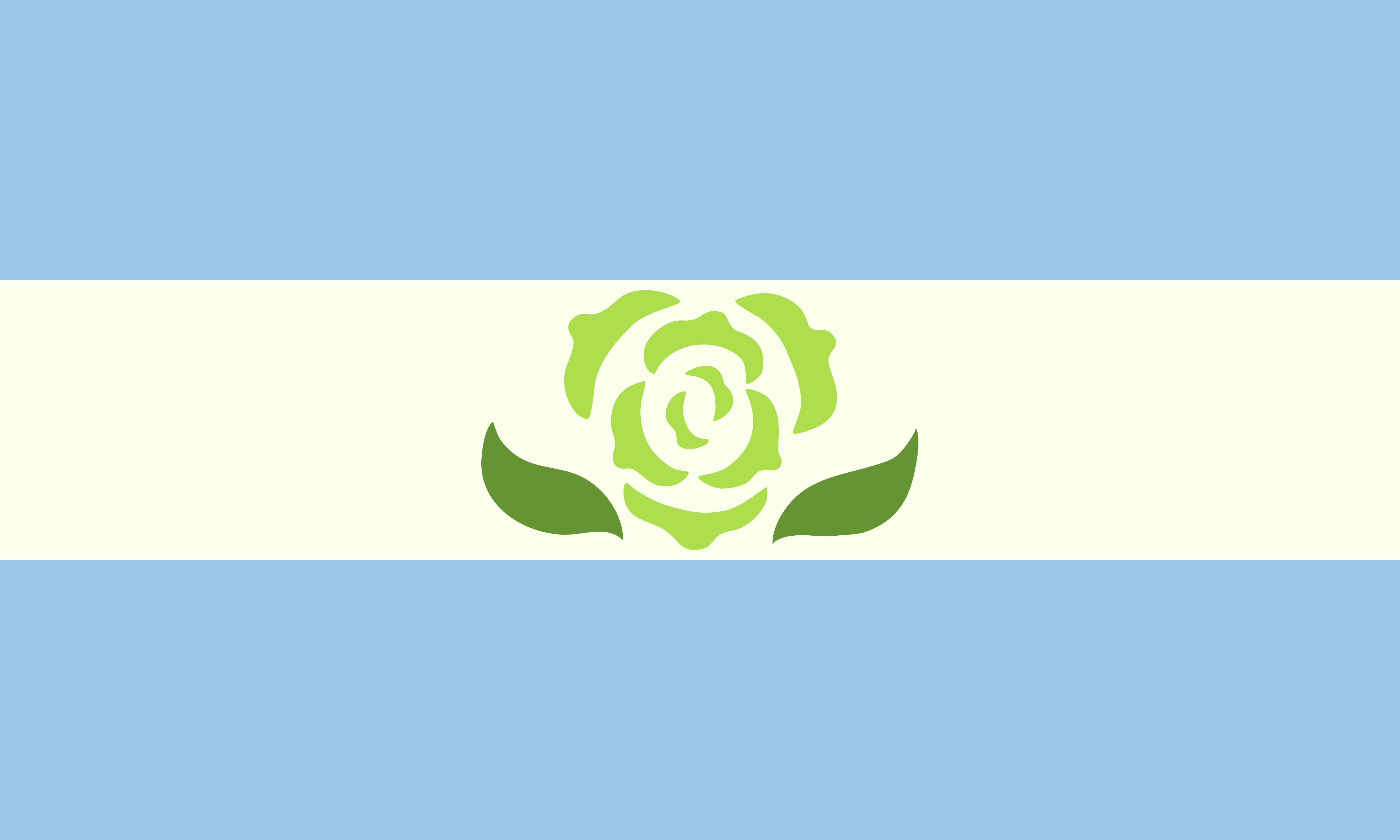
Aquileano
Asexual[68]
Bisexual[68]
Demisexual[69][70]
Gays[71][72]
Gris-asexualidad / Gris-sexualidad[61][73]
Lesbiana Labrys/ Feminismo lésbico[25][74]
Lesbiana lipstick (Ilustración original)[25]
Lesbiana[40]
Lesbiana (2018; siete rayas)[75]
Lesbiana (2018; cinco rayas)[76]
Omnisexual[61][63][77][78]
Pansexual
Polisexual[68][75]
Sáfica[65][79]

### Banderas basadas en la atracción romántica

Arromanticismo[80]
Demirromanticismo[61][64]
Poliamor (diseño creado en 1995 por Jim Evans)[64][81]
Poliamor (diseño creado en 2022 por Red Howell)[82][83]

### Banderas basadas en la identidad de género

Agénero[26][68]
Bigénero[84]
Demihombre/ Demichico[61][70]
Demimujer/ Demichica[61][70]
Género fluido[68][85]
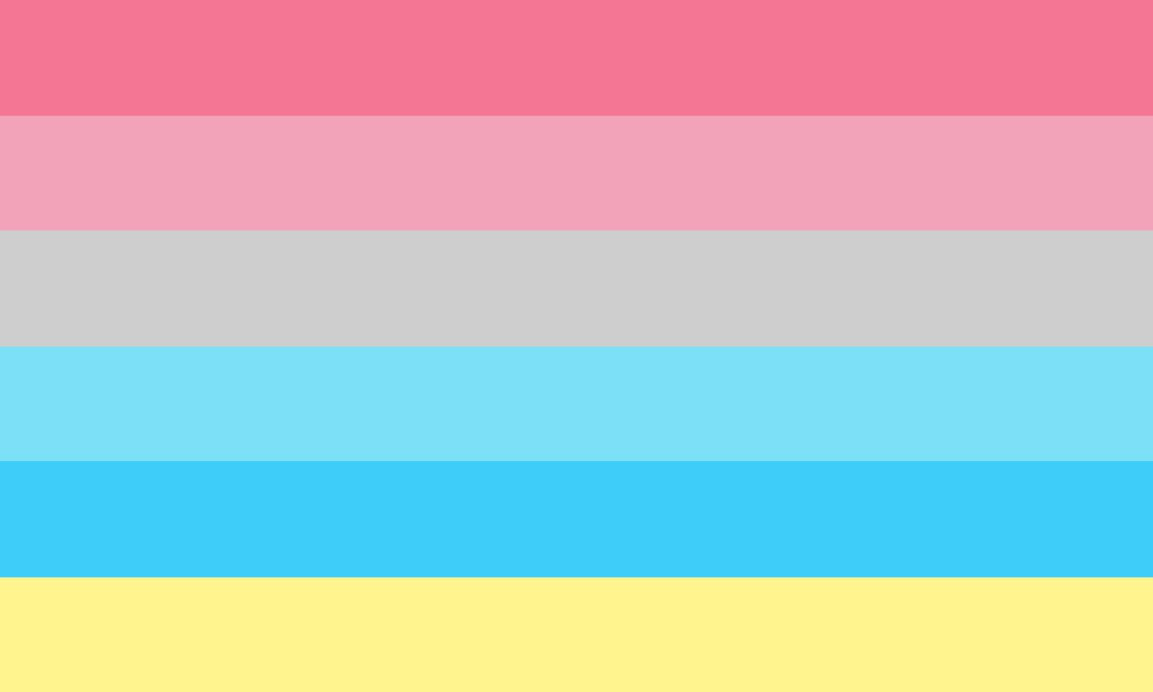
Género flujo
Genderqueer[68][86]
No binaria
Pangénero[87][61]
Transgénero
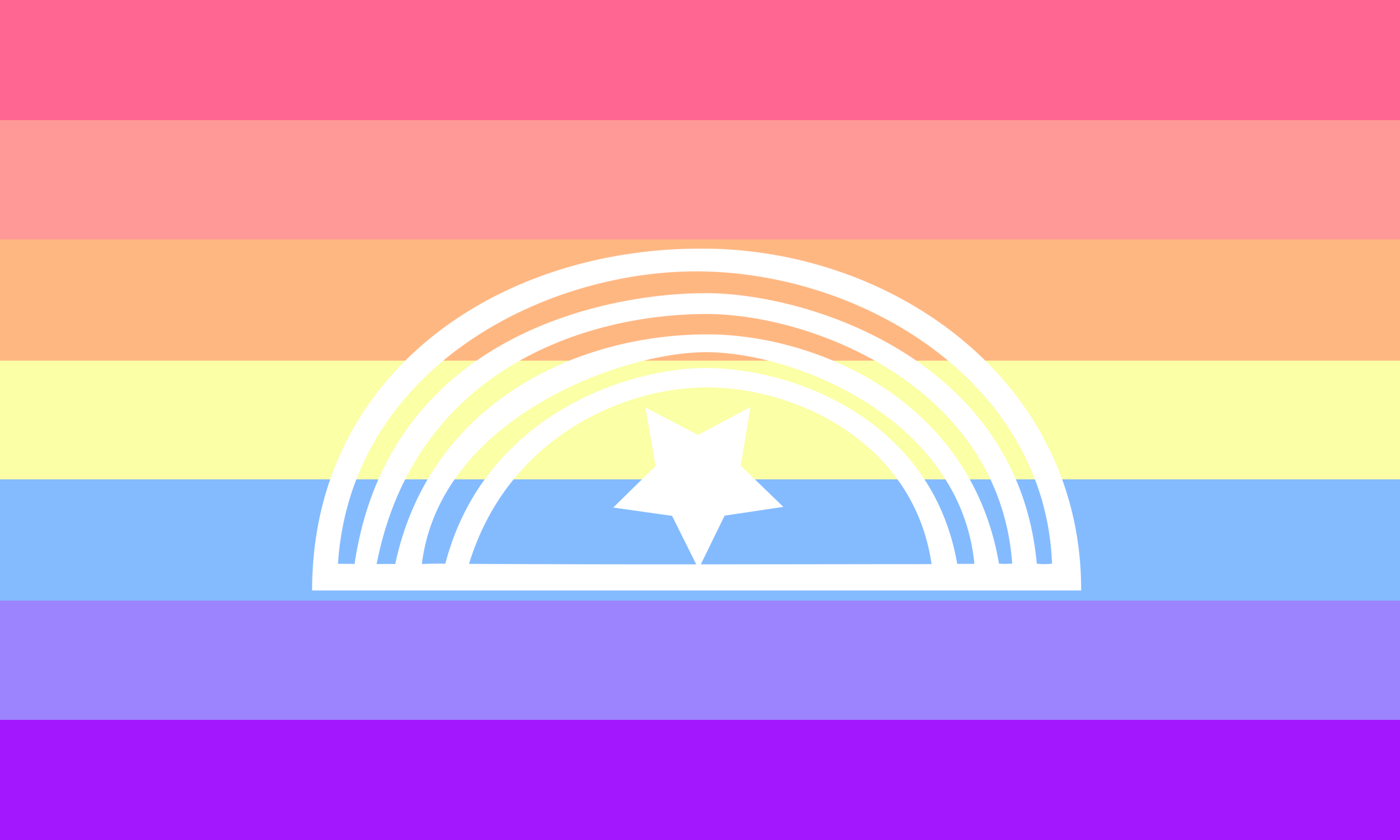
Xenogénero

### Otras banderas

Bandera arcoiris
Aroace[61][63] (Aromantic-Asexual)
Osos[68]
Intersexual[68]
Leather[68]
Bandera del Orgullo Progresista de Daniel Quasar
Queer[61][63]
Dos espíritus[89][61][63][64]

### Banderas basadas en la ubicación

Brasil Bandera del orgullo brasileña[90]
Canada
Bandera del orgullo canadiense[91][92][93]
Israel Bandera del Orgullo Gay Judío[94][95]
Estados Unidos Bandera del orgullo de personas de color de Filadelfia[96][61][97]
Polonia Bandera del orgullo gay de Polonia[98][99]
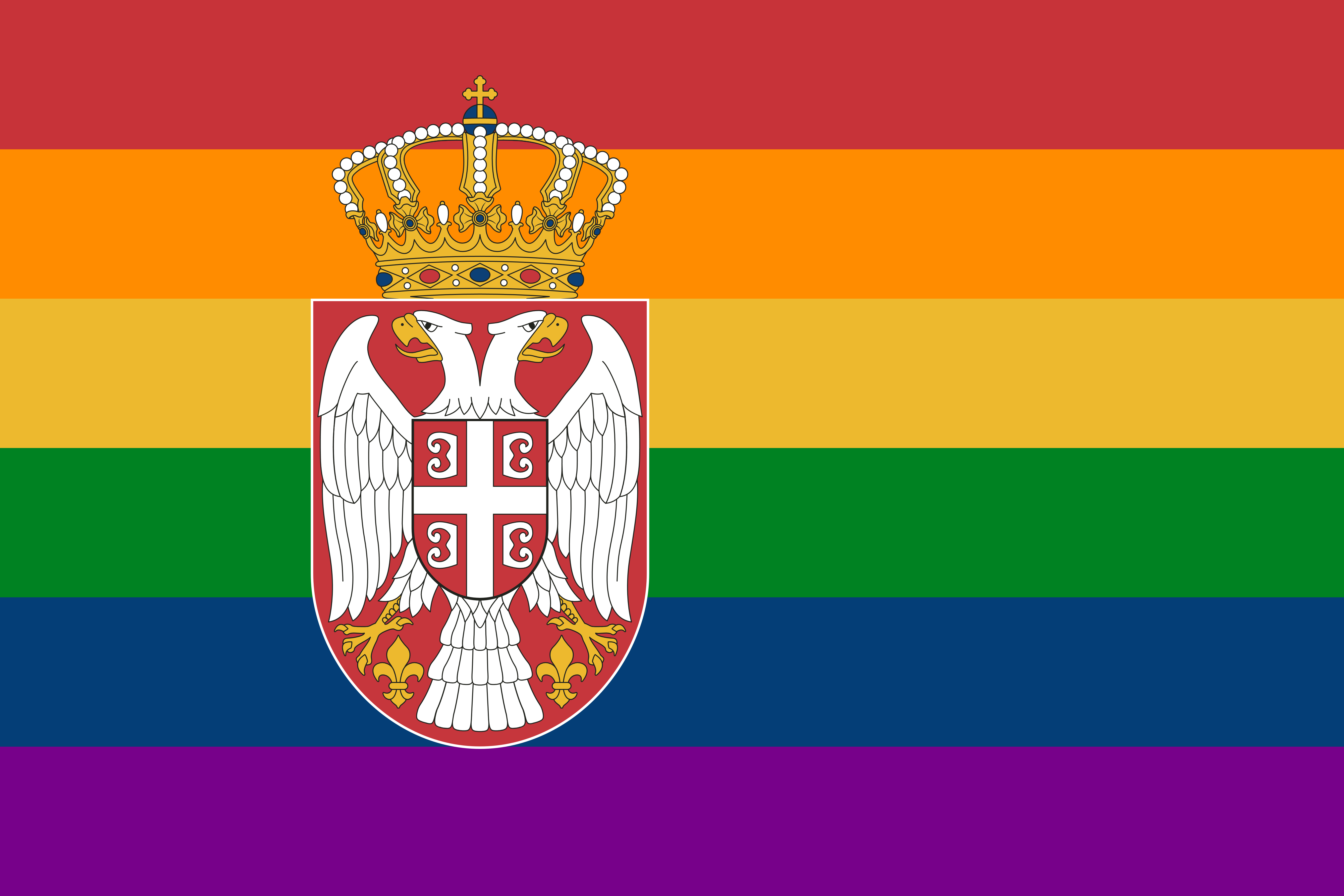
Serbia Bandera del orgullo gay de Serbia
Sudáfrica Bandera del orgullo gay de Sudáfrica[101][102][103]
Reino Unido Union Jack rosa[104][105]